# 薩卡巴亞火山
18°37′0″S 68°45′0″W / 18.61667°S 68.75000°W
薩卡巴亞火山是玻利維亞的火山，位於該國西部，由奧魯羅省負責管轄，屬於安第斯山脈的一部分，海拔高度4,215米，山體在全新世形成。